# Кастањоле деле Ланце
Кастањоле деле Ланце (итал. Castagnole delle Lanze) је насеље у Италији у округу Асти, региону Пијемонт.
Према процени из 2011. у насељу је живело 2410 становника. Насеље се налази на надморској висини од 202 м.

## Становништво
| 1936. | 1951. | 1961. | 1971. | 1981. | 1991. | 2001. | 2011. |
| ----- | ----- | ----- | ----- | ----- | ----- | ----- | ----- |
| 4.325 | 3.964 | 3.676 | 3.643 | 3.513 | 3.486 | 3.641 | 3.784 |

## Партнерски градови
- Бракенхајм
- Шарне ле Макон
- Gmina Zbrosławice